# Успенський собор (Владимир)
Успенський собор у Владимирі — видатний пам'ятник білокам'яної архітектури домонгольської Русі. Кафедральний собор Владимирської митрополії Російської православної церкви; нині також державний музей. Історично, до піднесення Москви, був головним (кафедральним) храмом Владимиро-Суздальської Русі, у ньому вінчалися на велике князювання владимирські і московські князі. Пам'ятник російської архітектури XII століття, що став зразком для інших соборів, у тому числі Успенського собору Московського кремля. Один з небагатьох храмів, в якому збереглися справжні фрески Андрія Рубльова.
У 1992 році Успенський собор у Владимирі включили у список пам'яток Світової спадщини ЮНЕСКО.

## Початковий храм 1158—1160 років
Початковий білокам'яний собор був побудований за великого князя Андрія Боголюбського в 1158—1160 роках. Вже в 1161 році собор був розписаний.
Згідно з повідомленням Василя Татіщева, «по здобуттю бо його [Андрія Боголюбського] дав йому Бог майстрів для будови оного із розумних земель»; «по залишеній у Владимирі будові, а паче по міській брамі бачимо, що архітект достатній був… Майстри ж надіслані були від імператора Фрідеріка Першого [Фрідріха Барбаросси], з яким Андрій в дружбі був як нижче йтиметься». Проте необхідно зауважити, що відомий стереотип, пов'язаний з приходом до Андрія «майстрів з усіх земель», відноситься лише до робіт по оздобленню Успенського собору: «Того ж літа створена була церква святої Богородиці у Владимирі благовірним та боголюбним князем Андрієм, і прикрасив її дивно різноманітними іконами, і дорогоцінним камінням без числа і церковними посудинами і верх їх позолотив по вірі ж його, і по старанням його до Святої Богородиці, привів йому Бог з усіх земель всіх майстрів і прикрасив її паче всіх церков». Згідно із цим літописним текстом, мова, швидше за все, йде не про будівельників, а про іконописців, ювелірів і золотарів.
Успенський собор 1158—1160 років був шестистопний, трьохапсидний, побудований з високоякісного білого каменю (якість каменю храму Боголюбського було істотно вище, ніж каменю галерей Всеволода). Сторона підкупольного квадрата — близько 6,4 м. Незважаючи на те, що храм був шестистопний, його четверик візуально сприймався кубічним (довжина без урахування апсид — близько 22,5 м, ширина — близько 17,5 м, висота — близько 21 м), пропорції були витонченими. І в інтер'єрі, і в зовнішніх формах відчувалася спрямованість вгору. По висоті (32,3 м) храм перевершував Софійські собори Києва та Новгорода.
І стіни, і хрещаті стовпи відносно тонкі, яким відповідають лізени — як внутрішні, так і зовнішні (з напівколонками, увінчаними листяними капітелями; профіль лізени над аркатурно-колончатим поясом ускладнений валиком). Перехід від попружних арок до центрального 12-віконного барабану здійснюється через тромпи, і цю конструкцію можна вважати унікальною для домонгольскої архітектури Північно-Східної Русі.
За даними розкопок 1951—1952 років, Успенський собор Боголюбського мав три притвори. Цоколь являв собою простий непрофільований відлив, як і у храмах Юрія Долгорукого. Стіни собору перетинав аркатурно-колончатий пояс (частина його збереглась на північній стіні), над ним — стрічка поребрика. Капітелі шпальт близькі до романської «кубічної» форми, у базах — колінчасті консолі. Простінки між колонками були поштукатурені та прикрашені фресками. Фундамент храму 1158—1160 років являє собою каміння, яке залите розчином не на всю глибину, а лише на два верхніх шари. На них був покладений мілкий білокам'яний бутовий камінь і відтак були зведені стіни.
Вхід на хори собору здійснювався через сходову вежу, яка примикала до західного прясла північної стіни храму.
Храм 1158—1160 років був оздоблений скульптурою зооантропоморфного типу. Цей декор при обстройці собору галереями у другій половині 1180-х років не зберігся, але Микола Воронін обґрунтовано припускав, що фрагменти цього декору присутні на стінах всеволодових галерей.
Фасади ділились складними пилястрами з корінфськими капітелями, а по горизонталі розділялись на два осади аркатурним фризом. У центральних закомарах були рельєфні композиції «Три юнаки з вогненної печі», «Вознесіння Олександра Македонського на небо» і «Сорок мучеників севастійських», а також левові та жіночі маски. В інтер'єрі собору збереглися фігурні капітелі 1158—1160 років у вигляді здвоєних лежачих левів.
Живопис собору зберігся фрагментарно. До розпису 1161 року відносяться фігури пророків між колонками північного аркатурного фризу та зображення павичів (у північній галереї).
Питання по кількості бань цього храму донедавна був вельми спірним (частково, Євген Голубинський вважав храм п'ятибанним, Микола Воронін — однобанним). На початку 2000-х років аналіз літописних джерел, проведений Тетяною Тимофіївною, а також архітектурно-археологічні дослідження Сергія Заграєвського показали правильність гіпотези Голубинського про п'ятибанний храм Боголюбського.

## Перебудова собору у 1186—1189 роках

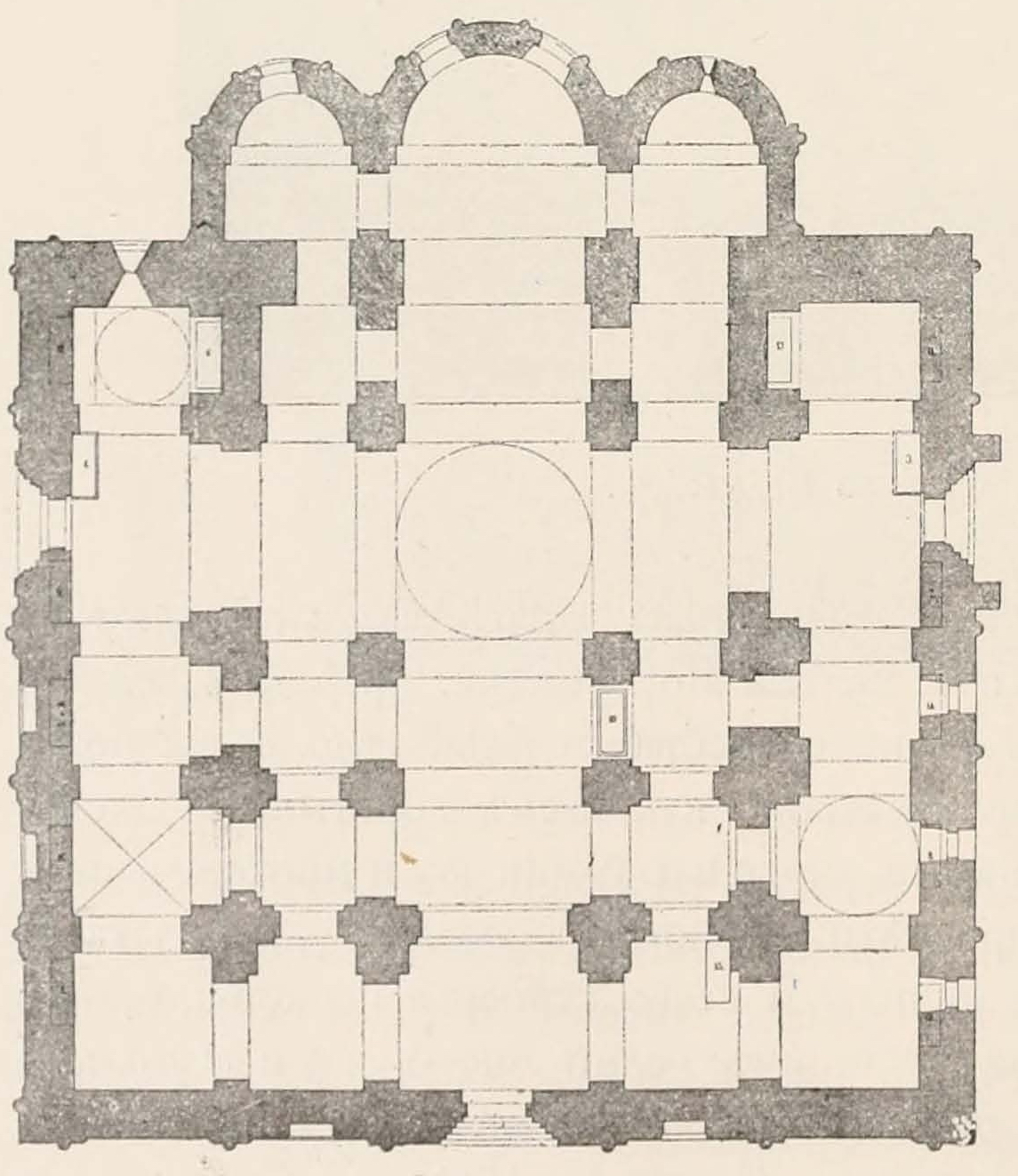
План собору, 1899 рік

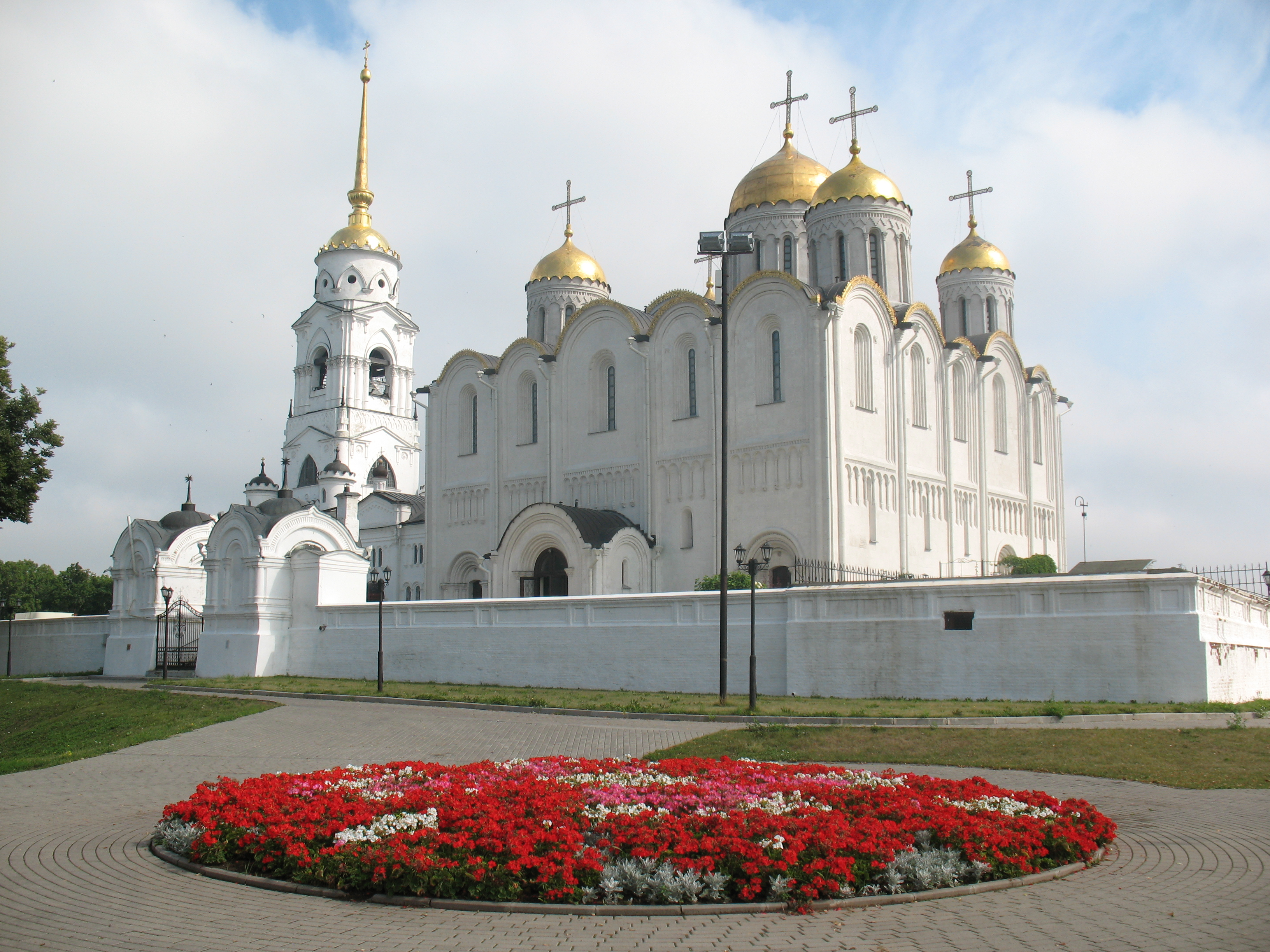
Загальний вигляд Успенського собору із дзвіницею, літо 2011 року

Після пожежі 1185 року Всеволод III, відомий як Всеволод Велике Гніздо, молодший брат Андрія Боголюбського, значно розширив собор. До храму прибудували бокові галереї і він опинився ніби всередині нового великого собору. Збільшилася також вівтарна частина. Собор став п'ятинавним і просторішим (ширина — 30,8 м, довжина без врахування апсид — 30 м).
Членування стін галерей Всеволода повторило членування стін собору 1158—1160 років. Закомари галерей розташувалися дещо нижче закомар собору Андрія, що придало храму в перебудові 1186—1189 років деяку «ступінчатість». Нові апсиди були винесені на схід від старих. У галереях Всеволода відсутні кутові компартменти зі сторони північного сходу та південного сходу, а малі бані зсунуті від сходу до заходу і суттєво менші західних бань.
При перебудові у стінах собору Андрія Боголюбського створили додаткові арки для забезпечення єдності внутрішнього простору храму. Хори собору після перебудови з'єдналися з хорами собору Андрія, утворивши єдиний простір великої площі.
Фасади всеволодових галерей діляться по вертикалі пілястрами з колонками на прясла, які вверху плавно закінчуються закомарами. Аркатурно-колончатий пояс, який складається зі 114-ти колонок, розділяє площини стін на два яруси, кожний з яких має свій ряд щілиноподібних вікон: прості та вузькі — внизу, більш широкі, з перспективними скосами — вгорі.
Зовнішні стіни злегка прикрашені рельєфами, деякі з них перенесені сюди зі стін собору Андрія Боголюбського, а деякі виконані заново під час забудовування собору Всеволодом III. Фігури Артемія та Авраамія в південно-західному кутку давньої частини собору, а також фігури на заіконостасних стовпах відносяться до розпису 1189 року.
Відносно будівельників галерей Всеволода літопис відзначає, що князь «не ища мастеров от немец, но налезе мастеры от клеврет святое Богородицы и от своих, иных крыти, иных известью белити».
У стінах галерей, у спеціально створених нішах-аркосоліях було поховано багато представників владимирського великокняжого дому, а також єпископів. У північній галереї поховані замовники будівнитва собору — князі Андрій Боголюбський та його брат Всеволод III.

## Подальша історія собору
Коли Владимир захопило військо хана Батия в 1238 році, у соборі заховались велика княгиня Агафія Всеволодівна з дочкою і невістками, а також владика Митрофан. Собор підпалили монголи й усі, хто там був, загинули. Агафія Всеволодівна і вся великокняжа сім'я були канонізовані пізніше як Владимирські мученики.
У 1411 році, у ході міжусобних війн, суздальсько-нижньогородський княжич Данило Борисович відправив на Владимир свого союзника — татарського царевича Талича, військо якого не гребувало пограбуваннями храмів; постраждав і Успенський собор. Проте значущу частину цінностей зберегли завдяки ключарю о. Патрикію, котрий встиг їх заховати, а потім прийняв мученицьку смерть під катуваннями, але так і не розказав мучителам, де перебувають храмові святині.
Від початкових фресок Успенського собору до наших днів збереглися тільки фрагменти. На початку XV століття для оздоблення храму запросили Андрія Рубльова і Данила Чорного. Від їхніх розписів збереглись окремі зображення великої композиції «Страшного суду», яка займала всю західну частину храму, а також фрагментарні зображення у вівтарній частині собору. Більшість фресок, які дійшли до нашого часу, виконані у XIX ст.
Серйозне оновлення собору відбулося у другій половина XVIII ст. Відвідавши Владимир у 1767 році, Катерина II розпорядилась відтворити красу стародавнього храму, виділивши для цього 14 000 рублів. Оновлення собору провели в дусі часу, найбільші ж зміни торкнулися іконостаса — замість давнього рубльовського встановили новий, виконаний у стилі бароко.
Протягом XVIII—XIX століть змінився і зовнішній вигляд собору: були розтісані вікна, побудовані контрфорси, встановлена чотирьохскатна покрівля. Поруч із собором у 1810 році була побудована дзвіниця — чотирьохярусна споруда, в основі якої чотири кутових стовпи з арочними прорізами (нині закладені) і яка завершується високим позолоченим шпилем. У 1862 році по проекту архітектора Миколи Артлебена між дзвіницею та Успенським собором був збудований приділ в ім'я великомученика Георгія Побідоносця, який з півночі з'єднався з нижнім ярусом дзвіниці.
Наприкінці XIX ст. провели першу наукову реставрацію собору, у 1882—1884 — внутрішні роботи, у ході яких знайшли фрески Рубльова. У 1886—1891 роках собор відреставрували зовні: забрали контрфорси, відновили розтісані вікна і позакомарне покриття, цибулясті бані замінили рівноцінними шоломоподібними.
У XX ст. собор кілька разів реставрували. Наймасштабнішу і тривалу реставрацію провели наприкінці 1970-х — початку 1980-х: очистили і покрили спеціальним розчином білий камінь, позолотили куполи. Всередині собору зміцнили кольоровий шар фресок, відрегулювали температурно-вологісний режим.

## Сучасне положення
Успенський собор є об'єктом Світової спадщини ЮНЕСКО «Білокам'яні пам'ятки Владимира і Суздаля».
Нині Успенський собор перебуває у спільному веденні Російської православної церкви і Владимиро-Суздальського музею-заповідника, є кафедральним собором Владимирської єпархії. У храмі проводять регулярні богослужіння, у вільний час він відкритий як музейна експозиція.

Фрескам собору загрожує небезпека через недотримання норми температурно-вологісного режиму, пов'язаного із недосконалістю систем вентилювання і опалення храму.

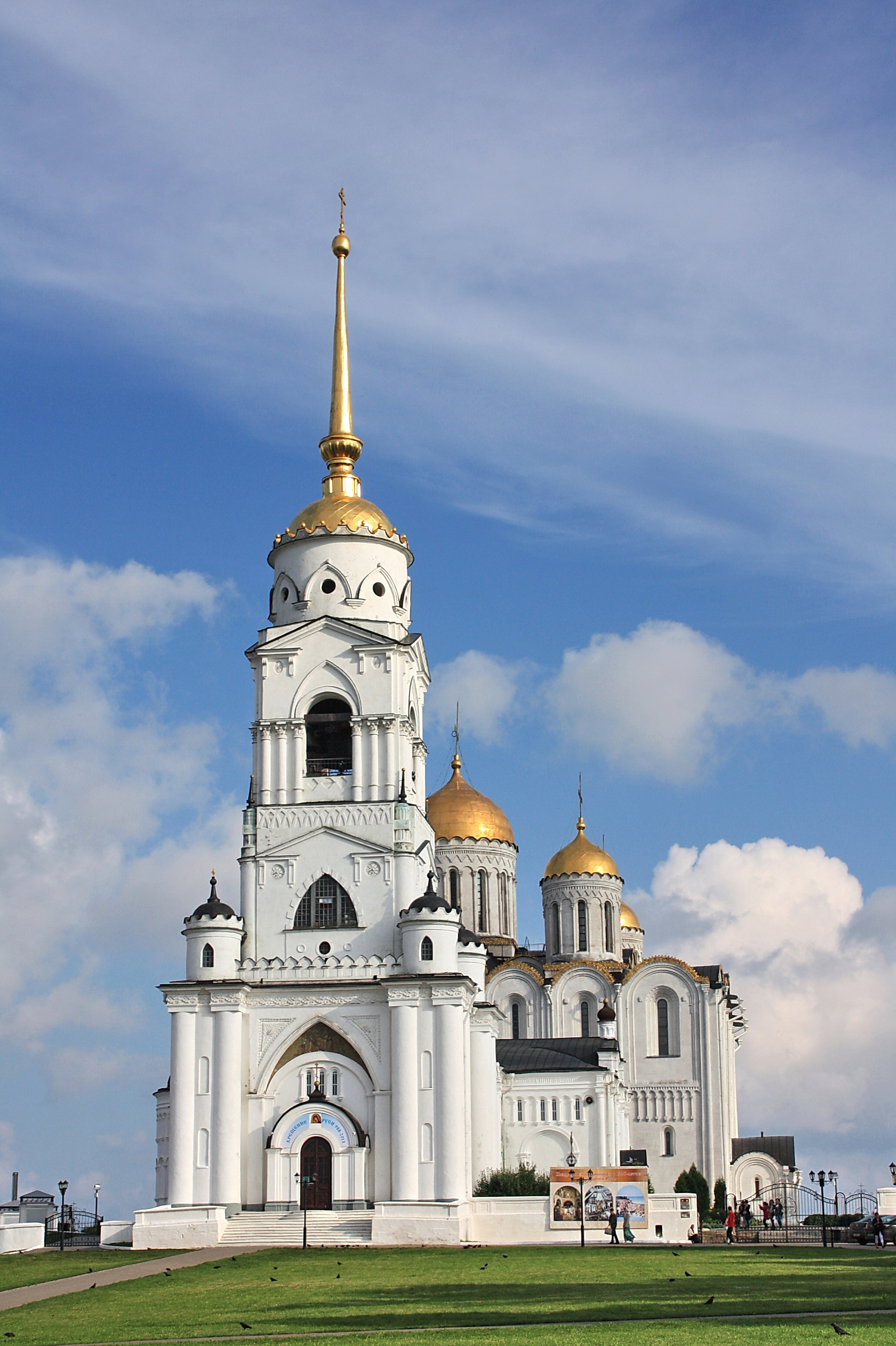
Дзвіниця Успенського собору
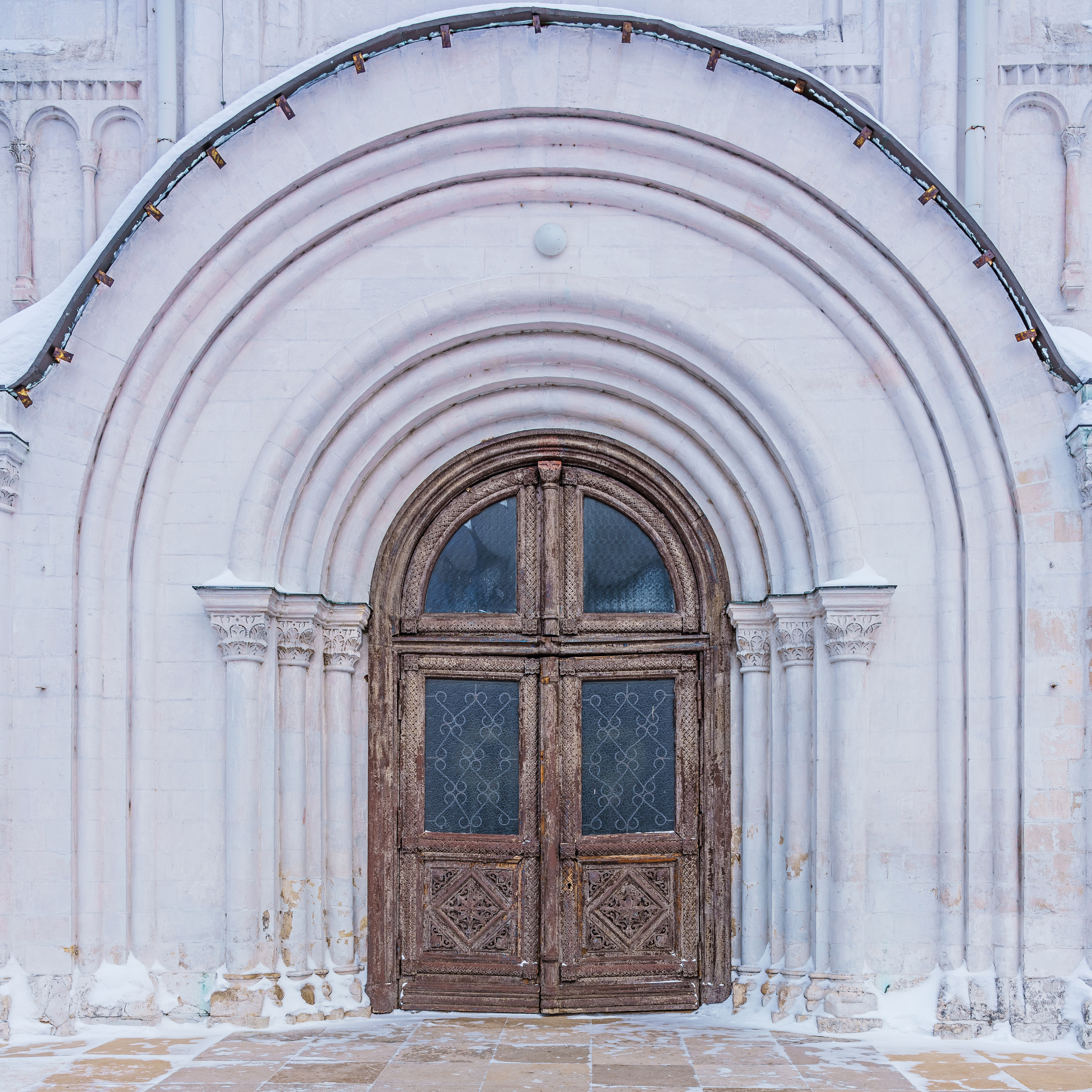
Успенський собор
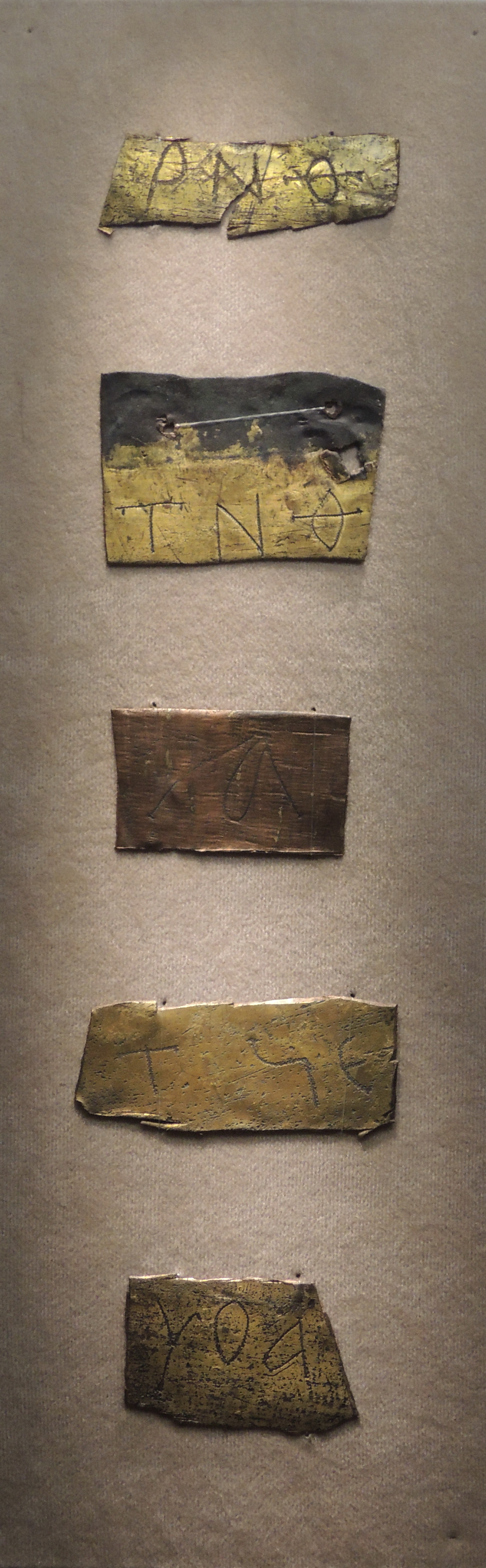
Вирізки з листя крівлі Успенського собору у Володимирі (1158—1160-роки) з буквами. Мідний сплав, позолота, гравірування. ГИМ
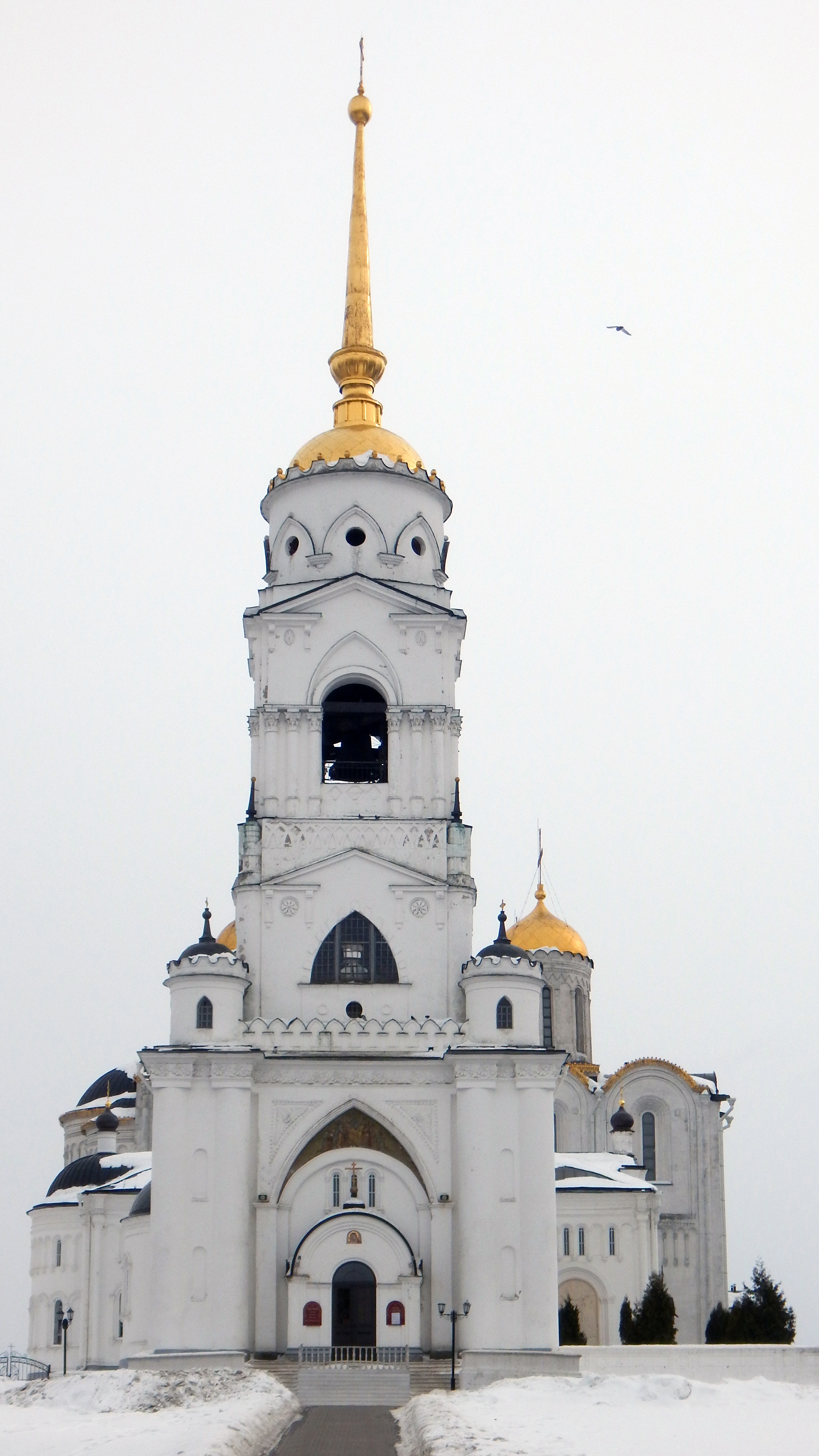
Дзвіниця

## Святині
- Мощі святих благовірних князів Андрія Боголюбського, Гліба Володимирського, Георгія Всеволодовича.
- Частка мощей святого благовірного князя Олександра Невського[4].
- Мощі святої благовірної княгини Агафії Всеволодівни із сімейством, священномученика Митрофана, святого благовірного князя Михайла Георгієвича (покояться в одній гробниці в північній стіні собору).[5]
- Мощі святителів Симона, Серапіона, Максима.
- Списки з ікон Божої Матері: Владимирська, Боголюбська і Максимовська[6].